# التهيمية
التهيمية «التيمية» سابقا هي إحدى القرى الشرقية في الأحساء، وتجاور جبل القارة من الجهة الجنوبية الشرقية.

## تاريخ التهيمية
قرية التهيمية وهي من أقدم القرى الأحسائية تاريخيا، حيث أشارت إليها وثائق الإرشيف العثماني سنة 979 هجرية، وكانت البلدة منتجة زراعيا وبها أنهار وجداول مياه كثيرة كنهر الشيباني والجرواني.
وأخذت القرية في القرن الثامن والتاسع الهجري اسم قرية «الأربعين مسجداً» لكثرة المساجد فيها، غير أنه لم يتبق من تلك المساجد الأربعين إلا 11 مسجداً، وهي الآن مهجورة ومتهدمة.
في أول قيام سلطة الدولة العثمانية في الأحساء منتصف القرن العاشر الهجري كانت تحمل صفة لواء التيمية أو ”تهمية سنجاغي“، كما تشير الوثائق العثمانية، بأن هذه البلدة كانت مقرا لحامية لواء التيمية من خلال بناء قلعة محصنة بجبل الشبعان الذي يعرف الآن بجبل القارة، ومازالت آثار أسوار القلعة موجودة حتى الآن. كان الناس في التهيمية يبنون بيوتهم من صخور الجبل، ويسقفون الجدران بسعف النخيل، ولم يكن يزعجهم إلا هبوط الأمطار، حيث لم تكن السقوف تحميهم من الأمطار.
جاء عن تاريخها في تحفة المستفيد في تاريخ الأحساء القديم والجديد لابن عبد القادر أنها منسوبة إلى بني تيم اللات بن ثعلبة بن بكر بن وائل، وذكرها المؤرخ لوريمر وقدر منازلها بنحو 255 منزلاً حينذاك.
وكانت تنسب في العصور السابقة لبني تيم بن ثعلبة، غير أن التهيمية التاريخية هجرت ولم يبق منها سوى أطلال، وتقدر مساحة الجزء المهجور بـ 11 هكتاراً، فيما يحوي الجزء المأهول 80 منزلاً، ويقطنها قرابة 1000 نسمة، وهي مسقط رأس الفيلسوف المتكلم والفقيه الأصولي المحدث الشيخ محمد بن أبي جمهور الأحسائي رحمه الله، صاحب المؤلفات الكثيرة والمتنوعة في كل العلوم الإسلامية، وابن أبي جمهور ولد قبل حوالي ستمائة سنة تقريبا، حيث ولد في القرن التاسع الهجري سنة 838 هجرية، وأيضا الشيخ البويهي وغيرهم من العلماء.

## أسباب هجرة السكان
أرض التيمية هي عبارة عن هضبة صخرية في جانب وفي جانب آخر أرض ذات طبيعة مستوية لكنها ممتلئة بالنخيل ولعل هذا الوضع الطبيعي كان السبب في نزوح الأهالي وترك القرية إلى مناطق أخرى بسبب تدني الزراعة، التي كانت تعتمد عليها القرية، ولالتحاق كثير منهم بوظائف حكومية وأهلية أو في شركة أرامكو في أماكن أخرى. غير أن هناك عددا من الأهالي عاد للزراعة، حيث عرفت القرية في السابق بزراعة البرسيم، الفجل، البطيخ، والرز الحساوي، والتمور. إضافة إلى إنتاج العديد من الصناعات الخوصية، مثل سفر الطعام، المراحل، الزنابيل، المخارف، المهفات (المراوح اليدوية).

## قرية العلماء والمساجد
ويقول هاشم بن محمد الشخص في كتابه (أعلام هجر من الماضين والمعاصرين) الجزء الأول: (وكانت التيمية في القرنين الثامن والتاسع الهجريين بلداً عظيماً ومهماً، وكانت موطناً لعدد من كبار العلماء أمثال العالم الشهير الشيخ محمد بن أبي جمهور الأحسائي بل يقال إنه اجتمع فيها في عصر ابن أبي جمهور وفي وقت واحد أربعون عالماً بارزاً يقيمون الجماعة في أربعين مسجداً مما يدل على أن البلدة كانت كبيرة جداً). سميت القرية في القرن الثامن والتاسع الهجري (الأربعين مسجدا) لكثرة مساجدها التي يصل عمر بعضها إلى أكثر من 700 سنة وأبرزها:
- مسجد التهيمية الشرقي
- مسجد التهيمية الغربي
- مسجد الوسطي
- مسجد الرسول الاعظم صل عليه واله وسلم
- المسجد الأحمر
- مسجد الزهراء (عليها السلام)
- مسجد زين العابدين (عليه السلام)
- مسجد الإمام المهدي عليه السلام